# 양산삽량문화축전
양산삽량문화축전은 경상남도 양산시에서 개최하는 지역 문화 축전이다. 1986년부터 매년 가을에 개최하고 있으며, 양산시의 역사를 알리는 축전의 장이다.